# Liste der Autorenbeteiligungen und Produktionen von Simon Triebel
Dies ist eine Übersicht über die Autorenbeteiligungen und Produktionen des deutschen Musikers, Komponisten, Liedtexters und Musikproduzenten Simon Triebel. Zu berücksichtigen ist, dass Hitmedleys, Remixe, Liveaufnahmen oder Neuaufnahmen des gleichen Interpreten nicht aufgeführt werden. Unter den Autorenbeteiligungen finden sich Tätigkeiten als Komponist und/oder Liedtexter wieder.

## #
| Jahr | Titel            | Interpret  | Autor                       | Produzent                   |
| ---- | ---------------- | ---------- | --------------------------- | --------------------------- |
| 2019 | 1000 gute Gründe | Adel Tawil | Grünes Häkchensymbol für ja | Grünes Häkchensymbol für ja |
| 2014 | 2004             | Juli       | Grünes Häkchensymbol für ja | Grünes Häkchensymbol für ja |

## A
| Jahr | Titel             | Interpret                   | Autor                       | Produzent                   |
| ---- | ----------------- | --------------------------- | --------------------------- | --------------------------- |
| 2022 | A contracorriente | Álvaro Soler / David Bisbal | Grünes Häkchensymbol für ja | Grünes Häkchensymbol für ja |
| 2014 | A Girl Like You   | Sasha                       | Grünes Häkchensymbol für ja |                             |
| 2015 | Agosto            | Álvaro Soler                | Grünes Häkchensymbol für ja | Grünes Häkchensymbol für ja |
| 2023 | Alles geht weiter | Juli                        | Grünes Häkchensymbol für ja |                             |
| 2021 | Alma de luz       | Álvaro Soler                | Grünes Häkchensymbol für ja | Grünes Häkchensymbol für ja |
| 2006 | Am besten sein    | Juli                        | Grünes Häkchensymbol für ja |                             |
| 2004 | Anders            | Juli                        | Grünes Häkchensymbol für ja |                             |
| 2016 | Animal            | Álvaro Soler                | Grünes Häkchensymbol für ja | Grünes Häkchensymbol für ja |
| 2018 | Au au au          | Álvaro Soler                | Grünes Häkchensymbol für ja |                             |
| 2017 | Aus allen Wolken  | Lupid                       | Grünes Häkchensymbol für ja |                             |
| 2023 | Autobahn          | Adel Tawil                  | Grünes Häkchensymbol für ja |                             |

## B
| Jahr | Titel             | Interpret        | Autor                       | Produzent                   |
| ---- | ----------------- | ---------------- | --------------------------- | --------------------------- |
| 2015 | Back in Time      | Lena             | Grünes Häkchensymbol für ja |                             |
| 2024 | Bitte Herz        | Juli             | Grünes Häkchensymbol für ja | Grünes Häkchensymbol für ja |
| 2019 | Blinde Passagiere | Johannes Oerding | Grünes Häkchensymbol für ja |                             |
| 2018 | Bonita            | Álvaro Soler     | Grünes Häkchensymbol für ja | Grünes Häkchensymbol für ja |

## C
| Jahr | Titel           | Interpret        | Autor                       | Produzent                   |
| ---- | --------------- | ---------------- | --------------------------- | --------------------------- |
| 2012 | Countdown       | Ewelina Lisowska | Grünes Häkchensymbol für ja |                             |
| 2015 | Cuando volverás | Álvaro Soler     | Grünes Häkchensymbol für ja | Grünes Häkchensymbol für ja |
| 2013 | Cut My Hair     | Luca Vasta       | Grünes Häkchensymbol für ja |                             |

## D
| Jahr | Titel                          | Interpret                                       | Autor                       | Produzent                   |
| ---- | ------------------------------ | ----------------------------------------------- | --------------------------- | --------------------------- |
| 2019 | Dank dir                       | Lupid                                           | Grünes Häkchensymbol für ja | Grünes Häkchensymbol für ja |
| 2006 | Das gute Gefühl                | Juli                                            | Grünes Häkchensymbol für ja |                             |
| 2023 | Das kleine Küken piept         | Giraffenaffen feat. Juli                        |                             | Grünes Häkchensymbol für ja |
| 2015 | Das Leben ist schön            | Sarah Connor                                    | Grünes Häkchensymbol für ja |                             |
| 2015 | Das Leben ist schön            | Gregor Meyle                                    | Grünes Häkchensymbol für ja |                             |
| 2024 | Delfine                        | Juli                                            | Grünes Häkchensymbol für ja | Grünes Häkchensymbol für ja |
| 2010 | Der beste Morgen               | Christina Stürmer                               | Grünes Häkchensymbol für ja |                             |
| 2022 | Der Sommer ist vorbei          | Juli                                            | Grünes Häkchensymbol für ja | Grünes Häkchensymbol für ja |
| 2021 | Despiertos                     | Álvaro Soler                                    | Grünes Häkchensymbol für ja |                             |
| 2023 | Die besten Dinge               | Juli                                            | Grünes Häkchensymbol für ja |                             |
| 2016 | Die schnellste Maus von Mexiko | Álvaro Soler                                    |                             | Grünes Häkchensymbol für ja |
| 2010 | Die Sterne fallen              | Juli                                            | Grünes Häkchensymbol für ja |                             |
| 2006 | Dieses Leben                   | Juli                                            | Grünes Häkchensymbol für ja |                             |
| 2007 | Dieses Leben                   | Sandra Wild (Liedtitel: Ich liebe dieses Leben) | Grünes Häkchensymbol für ja |                             |
| 2008 | Dieses Leben                   | Rhythms del Mundo feat. Juli                    | Grünes Häkchensymbol für ja |                             |
| 2010 | Dieses Leben                   | Rock statt Rente!                               | Grünes Häkchensymbol für ja |                             |
| 2013 | DNA                            | Anna F.                                         | Grünes Häkchensymbol für ja |                             |
| 2013 | Dr Feelgood                    | Leslie Clio                                     | Grünes Häkchensymbol für ja |                             |
| 2004 | Du drehst dich um              | Juli                                            | Grünes Häkchensymbol für ja |                             |
| 2010 | Du lügst so schön              | Juli                                            | Grünes Häkchensymbol für ja |                             |
| 2006 | Du nimmst mir die Sicht        | Juli                                            | Grünes Häkchensymbol für ja |                             |
| 2016 | Durch die schweren Zeiten      | Udo Lindenberg                                  | Grünes Häkchensymbol für ja |                             |
| 2017 | Durch die schweren Zeiten      | Engelsgleich                                    | Grünes Häkchensymbol für ja |                             |
| 2018 | Durch die schweren Zeiten      | Nana Mouskouri                                  | Grünes Häkchensymbol für ja |                             |
| 2018 | Durch die schweren Zeiten      | Sarah                                           | Grünes Häkchensymbol für ja |                             |

## E
| Jahr | Titel               | Interpret                                              | Autor                       | Produzent                   |
| ---- | ------------------- | ------------------------------------------------------ | --------------------------- | --------------------------- |
| 2014 | Eines Tages         | Juli                                                   | Grünes Häkchensymbol für ja | Grünes Häkchensymbol für ja |
| 2015 | El camino           | Álvaro Soler                                           | Grünes Häkchensymbol für ja | Grünes Häkchensymbol für ja |
| 2015 | El mismo sol        | Álvaro Soler                                           | Grünes Häkchensymbol für ja | Grünes Häkchensymbol für ja |
| 2015 | El mismo sol        | Álvaro Soler feat. Jennifer Lopez                      | Grünes Häkchensymbol für ja |                             |
| 2017 | El mismo sol        | SpongeBob Schwammkopf (Liedtitel: Patrick ist so toll) | Grünes Häkchensymbol für ja |                             |
| 2017 | El mismo sol        | Luc Steeno (Liedtitel: Onder de zon)                   | Grünes Häkchensymbol für ja |                             |
| 2010 | Elektrisches Gefühl | Juli                                                   | Grünes Häkchensymbol für ja |                             |
| 2012 | Elektrisches Gefühl | Lena Sicks                                             | Grünes Häkchensymbol für ja |                             |
| 2018 | Ella                | Álvaro Soler                                           | Grünes Häkchensymbol für ja | Grünes Häkchensymbol für ja |
| 2021 | En tu piel          | Álvaro Soler                                           | Grünes Häkchensymbol für ja |                             |
| 2017 | Erinnern            | Adel Tawil                                             | Grünes Häkchensymbol für ja |                             |
| 2014 | Es ist nicht viel   | Juli                                                   | Grünes Häkchensymbol für ja | Grünes Häkchensymbol für ja |
| 2015 | Esperándote         | Álvaro Soler                                           | Grünes Häkchensymbol für ja | Grünes Häkchensymbol für ja |
| 2015 | Esta noche          | Álvaro Soler                                           | Grünes Häkchensymbol für ja | Grünes Häkchensymbol für ja |

## F
| Jahr | Titel                      | Interpret                                 | Autor                       | Produzent                   |
| ---- | -------------------------- | ----------------------------------------- | --------------------------- | --------------------------- |
| 2019 | Fahrrad                    | Juli                                      | Grünes Häkchensymbol für ja |                             |
| 2022 | Fette wilde Jahre          | Juli                                      | Grünes Häkchensymbol für ja |                             |
| 2017 | Flag                       | Sunrise Avenue                            | Grünes Häkchensymbol für ja |                             |
| 2014 | Flash mich                 | Mark Forster                              | Grünes Häkchensymbol für ja |                             |
| 2015 | Flash mich                 | Simon Stabauer (Liedtitel: Märchenhelden) | Grünes Häkchensymbol für ja |                             |
| 2016 | Flash mich                 | Arktis                                    | Grünes Häkchensymbol für ja |                             |
| 2017 | Flash mich                 | The BossHoss                              | Grünes Häkchensymbol für ja |                             |
| 2018 | Fuego                      | Álvaro Soler feat. Nico Santos            | Grünes Häkchensymbol für ja | Grünes Häkchensymbol für ja |
| 2011 | Funkenregen                | CJ Taylor                                 | Grünes Häkchensymbol für ja |                             |
| 2011 | Für nichts auf dieser Welt | Roger Cicero                              | Grünes Häkchensymbol für ja |                             |

## G
| Jahr | Titel                     | Interpret              | Autor                       | Produzent |
| ---- | ------------------------- | ---------------------- | --------------------------- | --------- |
| 2023 | Gehen oder bleiben        | Juli                   | Grünes Häkchensymbol für ja |           |
| 2004 | Geile Zeit                | Juli                   | Grünes Häkchensymbol für ja |           |
| 2016 | Geile Zeit                | Lockvogel feat. Meltem | Grünes Häkchensymbol für ja |           |
| 2012 | Genesis                   | Mobilée                | Grünes Häkchensymbol für ja |           |
| 2010 | Gib mir den Sommer zurück | Christina Stürmer      | Grünes Häkchensymbol für ja |           |

## H
| Jahr | Titel             | Interpret       | Autor                       | Produzent |
| ---- | ----------------- | --------------- | --------------------------- | --------- |
| 2013 | Herzschrittmacher | Adel Tawil      | Grünes Häkchensymbol für ja |           |
| 2008 | Hey hey           | Fräulein Wunder | Grünes Häkchensymbol für ja |           |
| 2018 | Histérico         | Álvaro Soler    | Grünes Häkchensymbol für ja |           |
| 2016 | Home              | Aurora          | Grünes Häkchensymbol für ja |           |

## I
| Jahr | Titel                       | Interpret                                 | Autor                       | Produzent                   |
| ---- | --------------------------- | ----------------------------------------- | --------------------------- | --------------------------- |
| 2012 | Ich hasse die Liebe         | Bakkushan                                 | Grünes Häkchensymbol für ja |                             |
| 2008 | Ich kann nichts mehr spüren | Fräulein Wunder                           | Grünes Häkchensymbol für ja |                             |
| 2004 | Ich verschwinde             | Juli                                      | Grünes Häkchensymbol für ja |                             |
| 2024 | Im Großen und Ganzen        | Juli                                      | Grünes Häkchensymbol für ja | Grünes Häkchensymbol für ja |
| 2023 | In unseren Händen           | Juli                                      | Grünes Häkchensymbol für ja |                             |
| 2010 | Immer wenn es dunkel wird   | Juli                                      | Grünes Häkchensymbol für ja |                             |
| 2014 | Insel                       | Juli                                      | Grünes Häkchensymbol für ja |                             |
| 2023 | Irgendwann                  | Juli                                      | Grünes Häkchensymbol für ja |                             |
| 2013 | Invisible                   | Ashley Hicklin                            | Grünes Häkchensymbol für ja |                             |
| 2017 | Ist da jemand               | Adel Tawil                                | Grünes Häkchensymbol für ja |                             |
| 2017 | Ist da jemand               | Isabella Schmid (Liedtitel: Wettergötter) | Grünes Häkchensymbol für ja |                             |
| 2017 | Ist da jemand               | Adoro                                     | Grünes Häkchensymbol für ja |                             |

## J
| Jahr | Titel                    | Interpret                                         | Autor                       | Produzent                   |
| ---- | ------------------------ | ------------------------------------------------- | --------------------------- | --------------------------- |
| 2018 | Je ne parle pas français | Namika                                            | Grünes Häkchensymbol für ja |                             |
| 2018 | Je ne parle pas français | Namika feat. Black M                              | Grünes Häkchensymbol für ja |                             |
| 2018 | Je ne parle pas français | Kidz Bop Kids                                     | Grünes Häkchensymbol für ja |                             |
| 2018 | Je ne parle pas français | Mary Schönbauer (Liedtitel: Pfoten)               | Grünes Häkchensymbol für ja |                             |
| 2019 | Je ne parle pas français | SpongeBob Schwammkopf (Liedtitel: Wale am Büffet) | Grünes Häkchensymbol für ja |                             |
| 2019 | Jemanden vermissen       | Wincent Weiss                                     | Grünes Häkchensymbol für ja |                             |
| 2014 | Jetzt                    | Juli                                              | Grünes Häkchensymbol für ja | Grünes Häkchensymbol für ja |

## K
| Jahr | Titel                     | Interpret   | Autor                       | Produzent |
| ---- | ------------------------- | ----------- | --------------------------- | --------- |
| 2020 | Kann das bitte so bleiben | Elif        | Grünes Häkchensymbol für ja |           |
| 2013 | Kartenhaus                | Adel Tawil  | Grünes Häkchensymbol für ja |           |
| 2020 | Killing Me                | Nico Santos | Grünes Häkchensymbol für ja |           |
| 2004 | Kurz vor der Sonne        | Juli        | Grünes Häkchensymbol für ja |           |

## L
| Jahr | Titel                   | Interpret                                        | Autor                       | Produzent                   |
| ---- | ----------------------- | ------------------------------------------------ | --------------------------- | --------------------------- |
| 2018 | La cintura              | Álvaro Soler                                     | Grünes Häkchensymbol für ja |                             |
| 2018 | La cintura              | Álvaro Soler feat. Flo Rida & Tini               | Grünes Häkchensymbol für ja | Grünes Häkchensymbol für ja |
| 2018 | La cintura              | Nils Vandeven (Liedtitel: Muttertag)             | Grünes Häkchensymbol für ja |                             |
| 2018 | La cintura              | Die Schlümpfe (Liedtitel: Verkleiden)            | Grünes Häkchensymbol für ja |                             |
| 2018 | La cintura              | SpongeBob Schwammkopf (Liedtitel: In den Urlaub) | Grünes Häkchensymbol für ja |                             |
| 2019 | La libertad             | Álvaro Soler                                     | Grünes Häkchensymbol für ja |                             |
| 2015 | La vida seguirà         | Álvaro Soler                                     | Grünes Häkchensymbol für ja | Grünes Häkchensymbol für ja |
| 2010 | Lass die Liebe regieren | Madsen                                           | Grünes Häkchensymbol für ja |                             |
| 2004 | Lass mich nicht hängen  | Juli                                             | Grünes Häkchensymbol für ja |                             |
| 2016 | Libre                   | Álvaro Soler feat. Emma                          | Grünes Häkchensymbol für ja | Grünes Häkchensymbol für ja |
| 2016 | Libre                   | Álvaro Soler feat. Paty Cantú                    | Grünes Häkchensymbol für ja | Grünes Häkchensymbol für ja |
| 2019 | Loca                    | Álvaro Soler                                     | Grünes Häkchensymbol für ja |                             |
| 2015 | Lucía                   | Álvaro Soler                                     | Grünes Häkchensymbol für ja | Grünes Häkchensymbol für ja |

## M
| Jahr | Titel                       | Interpret                                | Autor                       | Produzent                   |
| ---- | --------------------------- | ---------------------------------------- | --------------------------- | --------------------------- |
| 2021 | Magia                       | Álvaro Soler                             | Grünes Häkchensymbol für ja |                             |
| 2021 | Magia                       | SpongeBob Schwammkopf (Liedtitel: Radio) | Grünes Häkchensymbol für ja |                             |
| 2021 | Mañana                      | Álvaro Soler & Cali y El Dandee          | Grünes Häkchensymbol für ja |                             |
| 2010 | Maschinen                   | Juli                                     | Grünes Häkchensymbol für ja |                             |
| 2008 | Mein Herz ist Gift für dich | Fräulein Wunder                          | Grünes Häkchensymbol für ja |                             |
| 2019 | Mein Jetzt mein Hier        | Sarah Connor                             | Grünes Häkchensymbol für ja | Grünes Häkchensymbol für ja |
| 2015 | Mi corazón                  | Álvaro Soler                             | Grünes Häkchensymbol für ja | Grünes Häkchensymbol für ja |
| 2010 | Mit jedem Millimeter        | Christina Stürmer                        | Grünes Häkchensymbol für ja |                             |
| 2010 | Mit verbundenen Augen       | Juli                                     | Grünes Häkchensymbol für ja |                             |

## N
| Jahr | Titel                         | Interpret                                        | Autor                       | Produzent                   |
| ---- | ----------------------------- | ------------------------------------------------ | --------------------------- | --------------------------- |
| 2009 | Navigation                    | Dennis Lisk                                      | Grünes Häkchensymbol für ja |                             |
| 2014 | Nichts brauchen               | Juli                                             | Grünes Häkchensymbol für ja |                             |
| 2018 | Niño perdido                  | Álvaro Soler                                     | Grünes Häkchensymbol für ja | Grünes Häkchensymbol für ja |
| 2018 | No te vayas                   | Álvaro Soler                                     | Grünes Häkchensymbol für ja | Grünes Häkchensymbol für ja |
| 2010 | Noch ein Liebeslied           | Samuel Harfst                                    | Grünes Häkchensymbol für ja |                             |
| 2004 | November                      | Juli                                             | Grünes Häkchensymbol für ja |                             |
| 2011 | Nur noch kurz die Welt retten | Tim Bendzko                                      | Grünes Häkchensymbol für ja |                             |
| 2012 | Nur noch kurz die Welt retten | Xander de Buisonjé (Liedtitel: De wereld redden) | Grünes Häkchensymbol für ja |                             |
| 2014 | Nur noch kurz die Welt retten | Adoro                                            | Grünes Häkchensymbol für ja |                             |
| 2014 | Nur noch kurz die Welt retten | Peter Kraus                                      | Grünes Häkchensymbol für ja |                             |

## P
| Jahr | Titel           | Interpret                                 | Autor                       | Produzent                   |
| ---- | --------------- | ----------------------------------------- | --------------------------- | --------------------------- |
| 2004 | Perfekte Welle  | Juli                                      | Grünes Häkchensymbol für ja |                             |
| 2005 | Perfekte Welle  | Scala & Kolacny Brothers                  | Grünes Häkchensymbol für ja |                             |
| 2006 | Perfekte Welle  | Ich Troje (Liedtitel: Perfekcyjna miłość) | Grünes Häkchensymbol für ja |                             |
| 2020 | Perfekte Welle  | Max + Johann                              | Grünes Häkchensymbol für ja |                             |
| 2012 | Peter Pan       | Mobilée                                   | Grünes Häkchensymbol für ja |                             |
| 2014 | Plattenbau      | Juli                                      | Grünes Häkchensymbol für ja | Grünes Häkchensymbol für ja |
| 2018 | Puebla          | Álvaro Soler                              | Grünes Häkchensymbol für ja |                             |
| 2021 | Punkt und Komma | Clueso                                    | Grünes Häkchensymbol für ja |                             |

## Q
| Jahr | Titel    | Interpret    | Autor                       | Produzent                   |
| ---- | -------- | ------------ | --------------------------- | --------------------------- |
| 2015 | Que pasa | Álvaro Soler | Grünes Häkchensymbol für ja | Grünes Häkchensymbol für ja |

## S
| Jahr | Titel               | Interpret                                                                          | Autor                       | Produzent                   |
| ---- | ------------------- | ---------------------------------------------------------------------------------- | --------------------------- | --------------------------- |
| 2013 | Shoplifter          | Emma Longard                                                                       | Grünes Häkchensymbol für ja |                             |
| 2015 | Si no te tengo a ti | Álvaro Soler                                                                       | Grünes Häkchensymbol für ja | Grünes Häkchensymbol für ja |
| 2021 | Si te vas           | Álvaro Soler                                                                       | Grünes Häkchensymbol für ja | Grünes Häkchensymbol für ja |
| 2014 | So fest ich kann    | Juli                                                                               | Grünes Häkchensymbol für ja | Grünes Häkchensymbol für ja |
| 2010 | So wie du bist      | Christina Stürmer                                                                  | Grünes Häkchensymbol für ja |                             |
| 2016 | Sofia               | Álvaro Soler                                                                       | Grünes Häkchensymbol für ja |                             |
| 2016 | Sofia               | Chälly-Buebe                                                                       | Grünes Häkchensymbol für ja |                             |
| 2017 | Sofia               | Niels & Wiels (Liedtitel: Skwon meiske)                                            | Grünes Häkchensymbol für ja |                             |
| 2017 | Sofia               | Die Schlümpfe (Liedtitel: Endlich seid ihr da)                                     | Grünes Häkchensymbol für ja |                             |
| 2017 | Sofia               | Chris Clark (Liedtitel: Lieve Sofia)                                               | Grünes Häkchensymbol für ja |                             |
| 2017 | Sofia               | Johan Veugelers (Liedtitel: Julia)                                                 | Grünes Häkchensymbol für ja |                             |
| 2018 | Sofia               | SpongeBob Schwammkopf (Liedtitel: Tief im Ozean)                                   | Grünes Häkchensymbol für ja |                             |
| 2020 | Sofia               | Ikke Hüftgold, Lorenz Büffel & die halbtoten Bierologen (Liedtitel: Tief im Ozean) | Grünes Häkchensymbol für ja |                             |
| 2023 | Sofia               | Stimmen der Berge                                                                  | Grünes Häkchensymbol für ja |                             |
| 2002 | Solo para ti        | Álvaro Soler × Topic                                                               | Grünes Häkchensymbol für ja |                             |
| 2008 | SOS                 | Fräulein Wunder                                                                    | Grünes Häkchensymbol für ja |                             |
| 2012 | Spaceships          | Mobilée                                                                            | Grünes Häkchensymbol für ja |                             |
| 2004 | Sterne              | Juli                                                                               | Grünes Häkchensymbol für ja |                             |
| 2017 | Sternenklar         | Maria Voskania                                                                     | Grünes Häkchensymbol für ja |                             |
| 2010 | Süchtig             | Juli                                                                               | Grünes Häkchensymbol für ja |                             |

## T
| Jahr | Titel                  | Interpret       | Autor                       | Produzent                   |
| ---- | ---------------------- | --------------- | --------------------------- | --------------------------- |
| 2004 | Tage wie dieser        | Juli            | Grünes Häkchensymbol für ja |                             |
| 2013 | Tanzen den Schmerz weg | Glasperlenspiel | Grünes Häkchensymbol für ja |                             |
| 2018 | Te quiero lento        | Álvaro Soler    | Grünes Häkchensymbol für ja | Grünes Häkchensymbol für ja |
| 2015 | Tengo un sentimiento   | Álvaro Soler    | Grünes Häkchensymbol für ja | Grünes Häkchensymbol für ja |
| 2018 | Thank You              | Lena            | Grünes Häkchensymbol für ja |                             |
| 2004 | Tränenschwer           | Juli            | Grünes Häkchensymbol für ja |                             |
| 2023 | Traurige Lieder        | Juli            | Grünes Häkchensymbol für ja |                             |

## V
| Jahr | Titel      | Interpret    | Autor                       | Produzent                   |
| ---- | ---------- | ------------ | --------------------------- | --------------------------- |
| 2018 | Veneno     | Álvaro Soler | Grünes Häkchensymbol für ja | Grünes Häkchensymbol für ja |
| 2023 | Vier Wände | Juli         | Grünes Häkchensymbol für ja |                             |
| 2015 | Volar      | Álvaro Soler | Grünes Häkchensymbol für ja | Grünes Häkchensymbol für ja |

## W
| Jahr | Titel                             | Interpret                      | Autor                       | Produzent                   |
| ---- | --------------------------------- | ------------------------------ | --------------------------- | --------------------------- |
| 2013 | W stronę słońca                   | Ewelina Lisowska               | Grünes Häkchensymbol für ja |                             |
| 2004 | Warum                             | Juli                           | Grünes Häkchensymbol für ja |                             |
| 2008 | Was hat die Zeit mit uns gemacht? | Udo Lindenberg                 | Grünes Häkchensymbol für ja |                             |
| 2011 | Was hat die Zeit mit uns gemacht? | Aline Staskowiak & Serkan Kaya | Grünes Häkchensymbol für ja |                             |
| 2014 | Wasserfall                        | Juli                           | Grünes Häkchensymbol für ja | Grünes Häkchensymbol für ja |
| 2014 | Wenn das alles ist                | Juli                           | Grünes Häkchensymbol für ja | Grünes Häkchensymbol für ja |
| 2010 | Wenn die Welt untergeht           | Christina Stürmer              | Grünes Häkchensymbol für ja |                             |
| 2015 | Wenn Du da bist                   | Sarah Connor                   | Grünes Häkchensymbol für ja |                             |
| 2016 | Wenn Du gehst                     | Udo Lindenberg                 | Grünes Häkchensymbol für ja |                             |
| 2017 | Wenn Du lachst                    | Helene Fischer                 | Grünes Häkchensymbol für ja |                             |
| 2014 | Wenn sich alles bewegt            | Juli                           | Grünes Häkchensymbol für ja | Grünes Häkchensymbol für ja |
| 2018 | Wild Bird                         | Nico Santos                    | Grünes Häkchensymbol für ja | Grünes Häkchensymbol für ja |
| 2023 | Wolke                             | Juli                           | Grünes Häkchensymbol für ja | Grünes Häkchensymbol für ja |

## Y
| Jahr | Titel                                       | Interpret            | Autor                       | Produzent |
| ---- | ------------------------------------------- | -------------------- | --------------------------- | --------- |
| 2017 | Yo contigo, tú conmigo (The Gong Gong Song) | Morat & Álvaro Soler | Grünes Häkchensymbol für ja |           |

## Z
| Jahr | Titel     | Interpret         | Autor                       | Produzent |
| ---- | --------- | ----------------- | --------------------------- | --------- |
| 2010 | Zeitlupe  | Christina Stürmer | Grünes Häkchensymbol für ja |           |
| 2006 | Zerrissen | Juli              | Grünes Häkchensymbol für ja |           |